# Hymenostegia gracilipes
Hymenostegia gracilipes är en ärtväxtart som beskrevs av John Hutchinson och John McEwan Dalziel. Hymenostegia gracilipes ingår i släktet Hymenostegia och familjen ärtväxter. IUCN kategoriserar arten globalt som starkt hotad. Inga underarter finns listade i Catalogue of Life.